# 13858 Ericchristensen
13858 Ericchristensen è un asteroide della fascia principale. Scoperto nel 1999, presenta un'orbita caratterizzata da un semiasse maggiore pari a 2,4718133 UA e da un'eccentricità di 0,2114858, inclinata di 4,84653° rispetto all'eclittica.
L'asteroide era stato inizialmente battezzato 13858 Bettiepage per poi essere corretto nella denominazione attuale. L'eponimo venne poi attribuito all'asteroide 184784 Bettiepage.
Inoltre l'eponimo Ericchristensen era stato inizialmente assegnato a 5347 Orestelesca che ricevette poi l'attuale denominazione.
L'asteroide è dedicato all'astronomo statunitense Eric J. Christensen.